# Беркат-Юрт
Беркат-Юрт (рос. Беркат-Юрт) — село у Грозненському районі Чечні Російської Федерації.
Населення становить 3868 осіб (2019). Входить до складу муніципального утворення Беркат-Юртовське сільське поселення.

## Історія
Згідно із законом від 20 лютого 2009 року органом місцевого самоврядування є Беркат-Юртовське сільське поселення.

## Населення
| 1990  | 2002  | 2010  | 2012  | 2013  | 2014  | 2015  |
| ----- | ----- | ----- | ----- | ----- | ----- | ----- |
| 1143  | ↗2015 | ↗3109 | ↗3231 | ↗3275 | ↗3347 | ↗3447 |
| 2016  | 2017  | 2018  | 2019  |       |       |       |
| ↗3550 | ↗3678 | ↗3766 | ↗3868 |       |       |       |